# Стіл (Алабама)
Стіл (англ. Steele) — місто (англ. town) в США, в окрузі Сент-Клер штату Алабама. Населення — 992 особи (2020).

## Географія
Стіл розташований за координатами 33°56′29″ пн. ш. 86°11′32″ зх. д. / 33.94139° пн. ш. 86.19222° зх. д. (33.941362, -86.192084). За даними Бюро перепису населення США в 2010 році місто мало площу 17,46 км², з яких 17,39 км² — суходіл та 0,07 км² — водойми.

## Демографія
Згідно з переписом 2010 року, у місті мешкали 1043 особи в 433 домогосподарствах у складі 308 родин. Густота населення становила 60 осіб/км². Було 490 помешкань (28/км²).
Расовий склад населення:
| - 94,6 % — білих - 0,4 % — корінних американців - 0,4 % — чорних або афроамериканців - 0,1 % — вихідців з тихоокеанських островів - 3,3 % — осіб інших рас |

До двох чи більше рас належало 1,2 %. Частка іспаномовних становила 5,1 % від усіх жителів.
За віковим діапазоном населення розподілялося таким чином: 19,0 % — особи молодші 18 років, 62,8 % — особи у віці 18—64 років, 18,2 % — особи у віці 65 років та старші. Медіана віку мешканця становила 43,4 року. На 100 осіб жіночої статі у місті припадало 99,8 чоловіків; на 100 жінок у віці від 18 років та старших — 94,3 чоловіків також старших 18 років.
Середній дохід на одне домашнє господарство становив 40 542 долари США (медіана — 31 063), а середній дохід на одну сім'ю — 47 908 доларів (медіана — 40 769). Медіана доходів становила 36 731 долар для чоловіків та 28 125 доларів для жінок. За межею бідності перебувало 17,5 % осіб, у тому числі 25,2 % дітей у віці до 18 років та 13,7 % осіб у віці 65 років та старших.
Цивільне працевлаштоване населення становило 368 осіб. Основні галузі зайнятості: виробництво — 22,0 %, освіта, охорона здоров'я та соціальна допомога — 18,8 %, роздрібна торгівля — 13,9 %.